# Gambesón

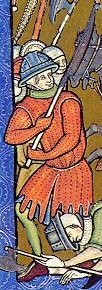
Dibujo de un gambesón del (Biblia Morgan)

El gambesón o gambax (del ant. alto alemán wamba, vientre) era una especie de jubón acolchado que se vestía debajo de la coraza y el camisote para llevarlos cómodamente; cubría el cuerpo, los brazos y parte de las piernas y se llevaba para proteger el cuerpo del contacto con las piezas metálicas, que podían producir heridas como cortes, raspones y quemaduras. Su estructura acolchada servía también para soportar los golpes contundentes, de los cuales la flexibilidad de la malla no protegía. Habitualmente fabricado en lino o algodón, el relleno variaba y podía ser de retales o pelo de caballo. En ocasiones, se llevaba asimismo el peto de cuero o la brigantina encima del gambesón. 

## Historia
Las chaquetas y los pantalones abiertos acolchados de cuero fueron usados por los jinetes escitas antes del siglo IV a. C., como puede verse en los ornamentos de oro de los escitas hechos a mano por los orfebres griegos. El gambesón europeo se puede remontar por lo menos a finales del siglo x, pero es probable que haya estado en uso en variadas formas antes de dicha fecha, como, por ejemplo, en los "subarmalis" romanos, la protección acolchada que utilizaban los legionarios bajo sus armaduras. En Europa, llegó a emplearse extensivamente en el siglo xiii y tuvo su cúspide en los siglos xiv y xv.
El gambesón fue utilizado como protección completa en sí mismo y por debajo de la cota de malla y la armadura de placas para amortiguar el cuerpo y evitar el frotamiento. Era muy aislante y por consiguiente incómodo, pero su protección era vital para el soldado.
Aunque se piensa que fueron usados en Europa mucho antes, los gambesones experimentaron una revolución que está probada primero a finales del xi y comienzos del xii como artículo de la armadura que facilitó simplemente usar la malla a un artículo de la armadura independiente popular entre la infantería. Aunque la armadura acolchada sobrevivió en la guerra civil inglesa en Inglaterra como coraza de los pobres, y como artículo que se utilizará debajo de las pocas piezas restantes de la armadura completa, fue sustituido cada vez más por una chaqueta de cuero de ante áspero.
Para los soldados comunes que no podían permitirse cota de malla o armadura, el gambesón, combinado con un casco como única protección adicional, siguió siendo una imagen común en los campos de batalla europeos durante toda la Edad Media, y su declive - siendo paralelo al de la armadura - vino solamente con el Renacimiento, cuando se extendieron las armas de fuego, hasta el siglo XVIII en que dejó de ser de uso militar.
Bernal Díaz del Castillo en su Historia verdadera de la conquista de la Nueva España lo llama «armas de algodón»; no emplea la palabra «armadura», sino «armas» en su lugar: «porque me dieron siete flechas, que con el mucho algodón de las armas se detuvieron».

## Tipos
Pueden diferenciarse dos tipos de gambesón:
- los diseñados para ser usados debajo de otra armadura
- los diseñados para emplearlos como armadura independiente. Estos tienden para ser más gruesos y más altos en el cuello, y hechos con materiales más resistentes, tales como cuero o lona pesada. Esta variante se hace generalmente de varias (algunos dicen que alrededor de 18,[2] otros, 30[3]) capas uniformes de algodón, lino o lanas. Se decía que estos paraban incluso flechas pesadas[3] y su diseño de capas múltiples tiene una llamativa semejanza al chaleco antibalas de hoy en día, que sustituyó al principio la seda y el kevlar después como tela. Esta variante, con la adición de piezas metálicas cosidas en la parte interna, daría lugar a otro tipo de armadura, la brigantina.